# Ambassade van Moldavië in Praag
De ambassade van Moldavië in Praag is een ambassade van Moldavië in Praag. De ambassade werd geopend op 2 september 1998 door de Moldavische minister-president Zinaida Greceanîi en de Tsjechische premier Mirek Topolánek.